# Bafo de Onça
João Bafo de Onça, em Portugal: Pete (em inglês, Peg-Leg Pete) é um personagem dos quadrinhos e desenhos animados de Walt Disney. Ele é um gato antropomórfico mais conhecido como arqui-inimigo do rato Mickey, e suas frequentes incursões ao crime, geralmente como ladrão, o tornam vilão tanto de Mickey quanto de Pato Donald e Tio Patinhas. Junto com o Mancha Negra, os Irmãos Metralha e outros, compõe a vilania de Patópolis. Bafo ainda é casado com Tudinha e seu parceiro em alguns roubos é o Escovinha.
Bafo surgiu em 1925, no filme de animação feito por Walt Disney, Alice Solves the Puzzle. Em 1927, passa a vilão contracenando com o Coelho Osvaldo. No ano seguinte, já enfrentava Mickey como seu chefe maligno em Steamboat Willie. Em 1º de janeiro de 2021, primeira versão do Bafo de Onça caiu em domínio público nos Estados Unidos, porém, as versões posteriores permanecerão protegidas por direitos autorais.
Na série DuckTales, Bafo foi descrito como um personagem diferente em cada episódio, já que aparecia com nomes e personalidades diferentes. Em dois episódios, era apenas um sujeito egoísta e até mesmo fazia as pazes com Tio Patinhas no final.
Em A Turma do Pateta, Bafo não é vilão, mas um vizinho de Pateta dono de uma loja de carros usados, casado com Peg e tendo os filhos PJ (Pete Junior, ou BJ, que seria Bafo Junior) e Matraca.
Pode ser visto na série infantil A Casa do Mickey Mouse. Em alguns episódios, ele passa a ajudar Mickey, no entanto, ele é usualmente neutro na maioria dos episódios. No filme Chip 'n Dale: Rescue Rangers (2022), Bafo tem breve aparição filmando um mockbuster de Aladdin.
Fora os desenhos e histórias, Bafo foi mascote da Marinha Mercante americana durante a Segunda Guerra Mundial e foi vilão nos videogames Mickey Mousecapade, Disney's Magical Quest, Goof Troop, Mickey Mania, Quackshot, a série Kingdom Hearts, e Disney Magic Kingdoms. A série Epic Mickey tem várias encarnações de Bafo, com só o terceiro título, Epic Mickey: Power of Illusion, tendo ele apenas como adversário.
Em uma história em quadrinhos de 1960, o nome completo de Bafo é dado como Percy P. Percival, traduzido no Brasil como Clodovil P. Pedrosa.

## Primeiras histórias
Os primeiros quadrinhos com o Bafo de Onça foram "Death Valley", publicados nos EUA em 1 de abril de 1930. Esta história foi publicada no Brasil na revista "Mestres Disney" 3, em 2005, com o título "O Vale Da Morte".
Já a primeira história criada no Brasil foi "O Elefante Destrombado", publicada na revista Zé Carioca nº 971, de 1970.

## Nomes em outros idiomas[8]
- Alemão: Kater Karlo
- Búlgaro: Лошия Пийт
- Chinês: 坏 庀特
- Dinamarquês: Sorteper
- Espanhol: Pete Patapalo, Pedro el malo
- Estoniano: Kõuts Karlo
- Finlandês: Musta Pekka
- Francês: Pat Hibulaire
- Grego: Μαύρος Πητ
- Holandês: Boris Boef
- Inglês: Peg-Leg Pete
- Japanês: ピート
- Islandês: Svarti Pétur
- Italiano: Gambadilegno
- Norueguês: Svarte-Petter
- Polonês: Czarny Piotruś
- Russo: Пит
- Sueco: Svarte-Petter